# Nya Zeeland i olympiska sommarspelen 1964
Nya Zeeland deltog med 64 deltagare vid de olympiska sommarspelen 1964 i Tokyo. Totalt vann de tre guldmedaljer och två bronsmedaljer.

## Medaljer

### Guld
- Peter Snell - Friidrott, 800 meter.
- Peter Snell - Friidrott, 1500 meter.
- Helmer Pedersen och Earle Wells - Segling.

### Brons
- John Davies - Friidrott, 1 500 meter.
- Marise Chamberlain - Friidrott, 800 meter.